# بی‌عشق (آلبوم)
«بی‌عشق» (به انگلیسی: Loveless) آلبومی از گروه موسیقی آلترنتیو راک انگلیسی-ایرلندی مای بلادی ولنتاین است که در سال ۱۹۹۱ میلادی منتشر شد. پیش از آن‌که آلبوم عرضه‌اش در این سال، آلبوم در طول سال‌های ۱۹۸۸ تا ۱۹۹۱ و به مدت بیش از دو سال در مرحلهٔ ضبط بود. در مرحلهٔ خلق آلبوم، اعضای گروه با نوزده استودیو و تعداد بسیار زیادی مهندس صوت کار کردند که هزینهٔ ضبط آن‌را، بر اساس شایعات منتشر شده، تا حدود ۲۵۰٬۰۰۰ پوند افزایش داد. خواننده و گیتاریست گروه، کوین شیلدز، مراحل ضبط دشوار آلبوم را تحت تسلط خود داشت و در این راه قصد داشت تا به صدایی خاص و منحصربه‌فرد برای آلبوم برسد؛ شیلدز در این نوبت با سود جستن از ابزارهایی مانند ترمولوی گیتار، تکنیک‌های مختلف تیونینگ، روش‌های غیرمعمول تولید موسیقی، صدای خوانندهٔ محوشده و فیدبک سمپل‌شده دست به تجربی‌گرایی صوتی روی آورد.
با این وجود که بی‌عشق در زمان عرضه به موفقیت اقتصادی بزرگی تبدیل نشد، اما توسط منتقدان، که نوآوری‌های صوتی به‌کار گرفته در آلبوم را ستایش می‌کردند، بسیار تحسین شد. پس از عرضهٔ آلبوم، اعضای گروه به دلیل دشواری و هزینه‌های سرسام‌آور تولید کار با شیلدز، توسط لیبل کرییشن رکوردز طرد شدند؛ موضوعی که مای بلادی ولنتاین را برای ورشکست شدن لیبل یاد شده در مظان اتهام قرار می‌دهد. در سال‌های بعد، اعضا برای عرضه یک آلبوم پس از آن به مشکل برخوردند و نهایتاً، گروه در سال ۱۹۹۷ منحل شد. بی‌عشق آخرین آلبوم گروه برای مدت زمان بیش از دو دهه بود.
پس از عرضه‌اش، بی‌عشق بارها توسط منتقدان با عناوینی مانند عنوان یکی از برترین آلبوم‌های دههٔ ۱۹۹۰، یک نقطه عطف در سبک شوگیزینگ و یک منبع اثر برای تعداد متناوبی هنرمند دیگر یاد شده. آلبوم در مه سال ۲۰۱۲، بار دیگر توسط سونی بر روی دو دیسک سی‌دی عرضه شد که این عرضه شامل ترانهٔهای ری‌مستر شده از آلبوم اصلی و یک نوار آنالوگ ½-اینچی از موسیقی عرضه نشده می‌شد. این نسخهٔ بازعرضه شده، در ژوئیه ۲۰۱۳ به جدول‌های فروش موسیقی راه یافت و بی‌عشق توانست در بریتانیا به گواهی فروش نقرهٔ صنعت ضبط صدای بریتانیا دست یابد.

## فهرست آهنگ‌ها
بجز در آهنگ‌هایی که اشاره شده، تمام آهنگ‌ها توسط کوین شیلدز نوشته شده‌اند.
| شماره | نام                   | آهنگساز             | مدت  |
| ----- | --------------------- | ------------------- | ---- |
| ۱.    | «تنها کم‌عمق»          | بیلیندا باچر، شیلدز | ۴:۱۷ |
| ۲.    | «نساج»                | باچر، شیلدز         | ۲:۳۸ |
| ۳.    | «لمس‌شده»              | کولم اُ سیوسویگ      | ۰:۵۶ |
| ۴.    | «تا اینجا بداند کی»   | باچر، شیلدز         | ۵:۳۱ |
| ۵.    | «وقتی تو می‌خوابی»     |                     | ۴:۱۱ |
| ۶.    | «من فقط گفتم»         |                     | ۵:۳۴ |
| ۷.    | «تنها بیا تو»         |                     | ۳:۵۸ |
| ۸.    | «گاه گاهی»            |                     | ۵:۱۹ |
| ۹.    | «یک آرزوی خواسته شده» | باچر، شیلدز         | ۳:۳۶ |
| ۱۰.   | «هر چیز تو بخواهی»    |                     | ۵:۳۳ |
| ۱۱.   | «به زودی»             |                     | ۶:۵۸ |